# Battle Creek, Michigan
Battle Creek, Michigan là một thành phố ở quận quận, tiểu bang Michigan, Hoa Kỳ. Theo điều tra dân số Hoa Kỳ 2010, thành phố có dân số ? người. 